# Trzęsacz
Trzęsacz [ˈtʂɛ̃sat͡ʂ] es una localidad perteneciente al distrito administrativo de Gmina Rewal, perteneciente al condado de Gryfice, voivodato de Pomerania Occidental, noroeste de Polonia. La localidad está situada en la costa del mar Báltico, a aproximadamente 2 km al oeste de Rewal, 23 km al noroeste de Gryfice, y 79 km al norte de Szczecin, la capital regional.
La localidad sólo cuenta con una población de 89 habitantes. Es un centro turístico, famoso para su antigua iglesia, la cual ha sido reducida con el paso de los años a una solitaria pared.

## Residentes notables
- Jacob Heinrich von Flemming (1667-1728), político y militar

## Galería de imágenes

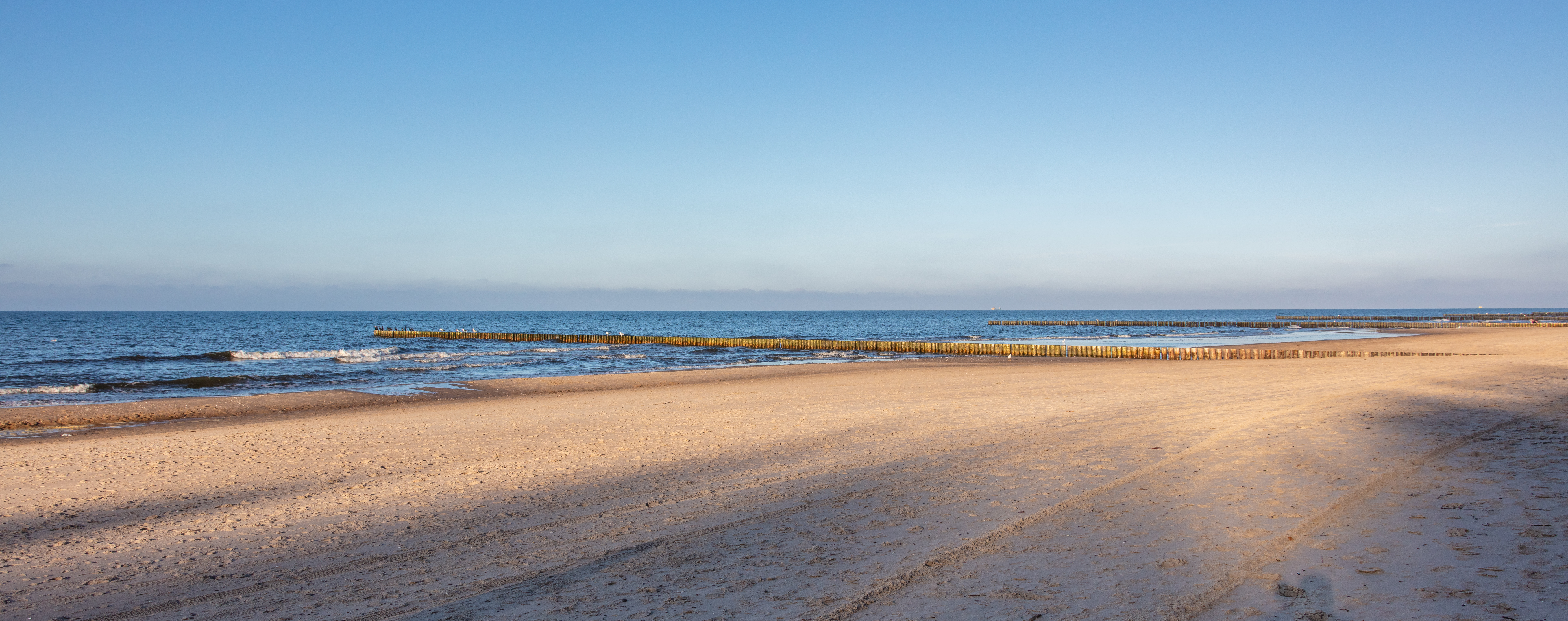
Playa de Trzęsacz.
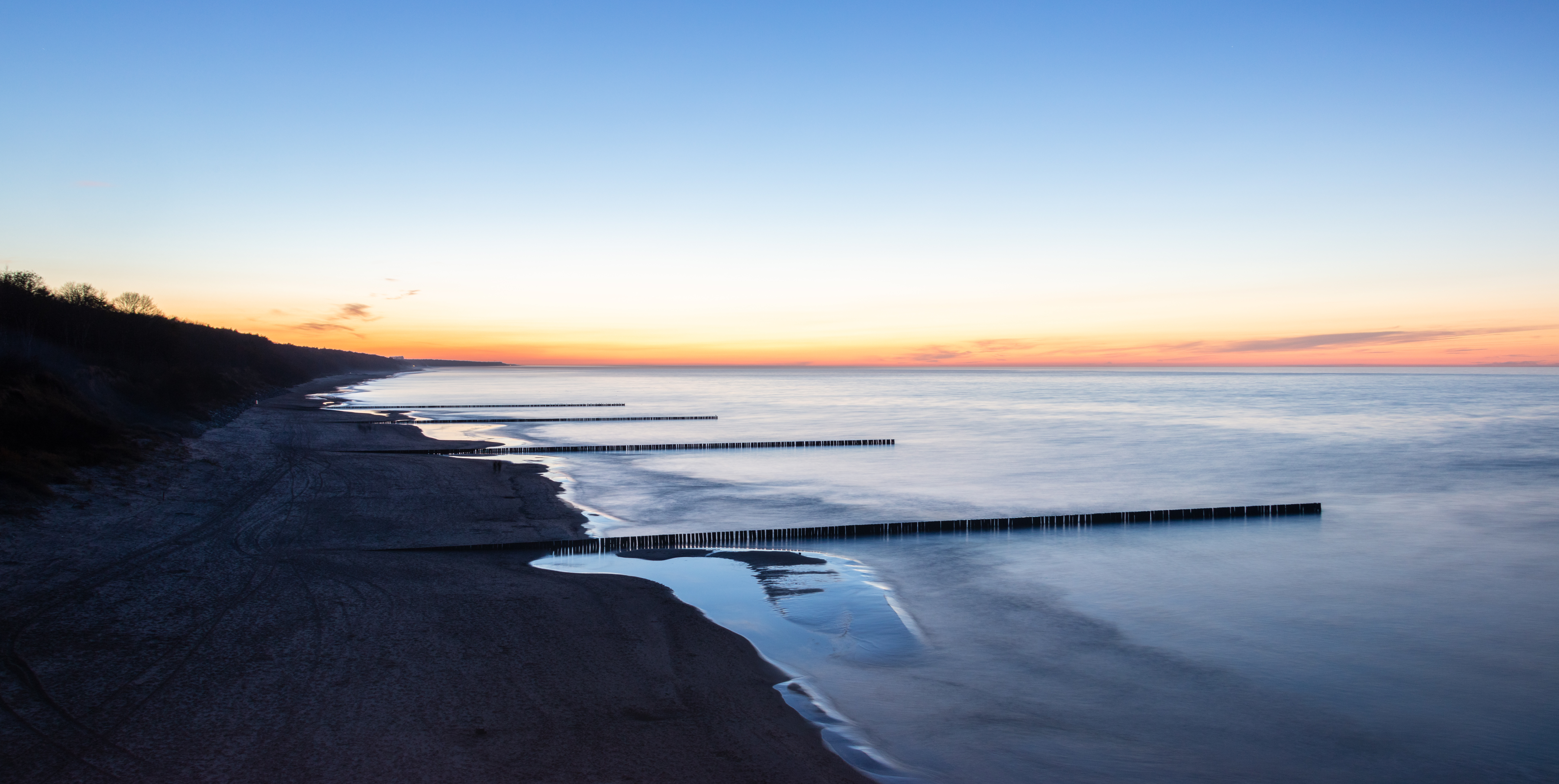
Puesta de sol en Trzęsacz.
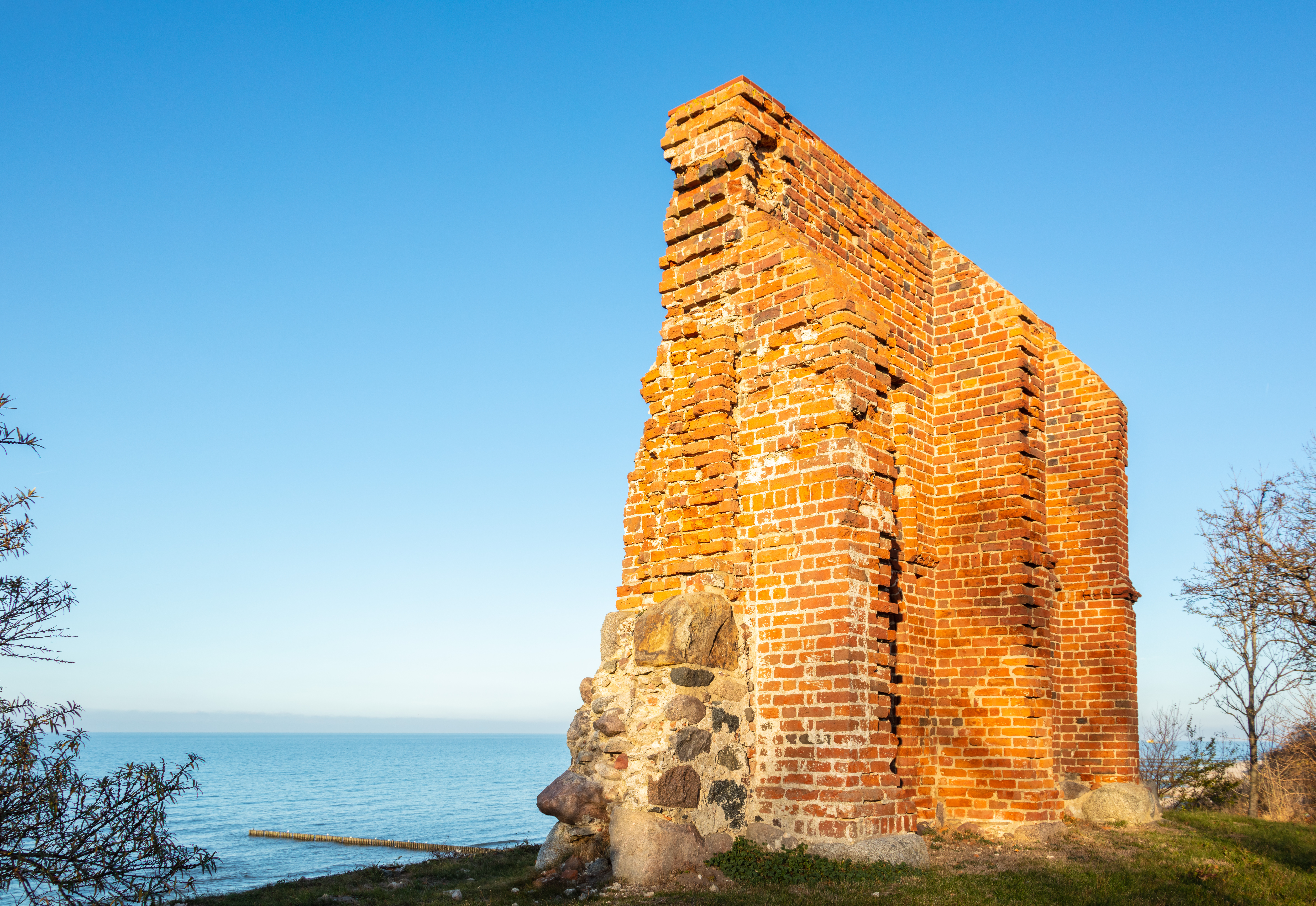
Ruinas de la iglesia de Trzęsacz.
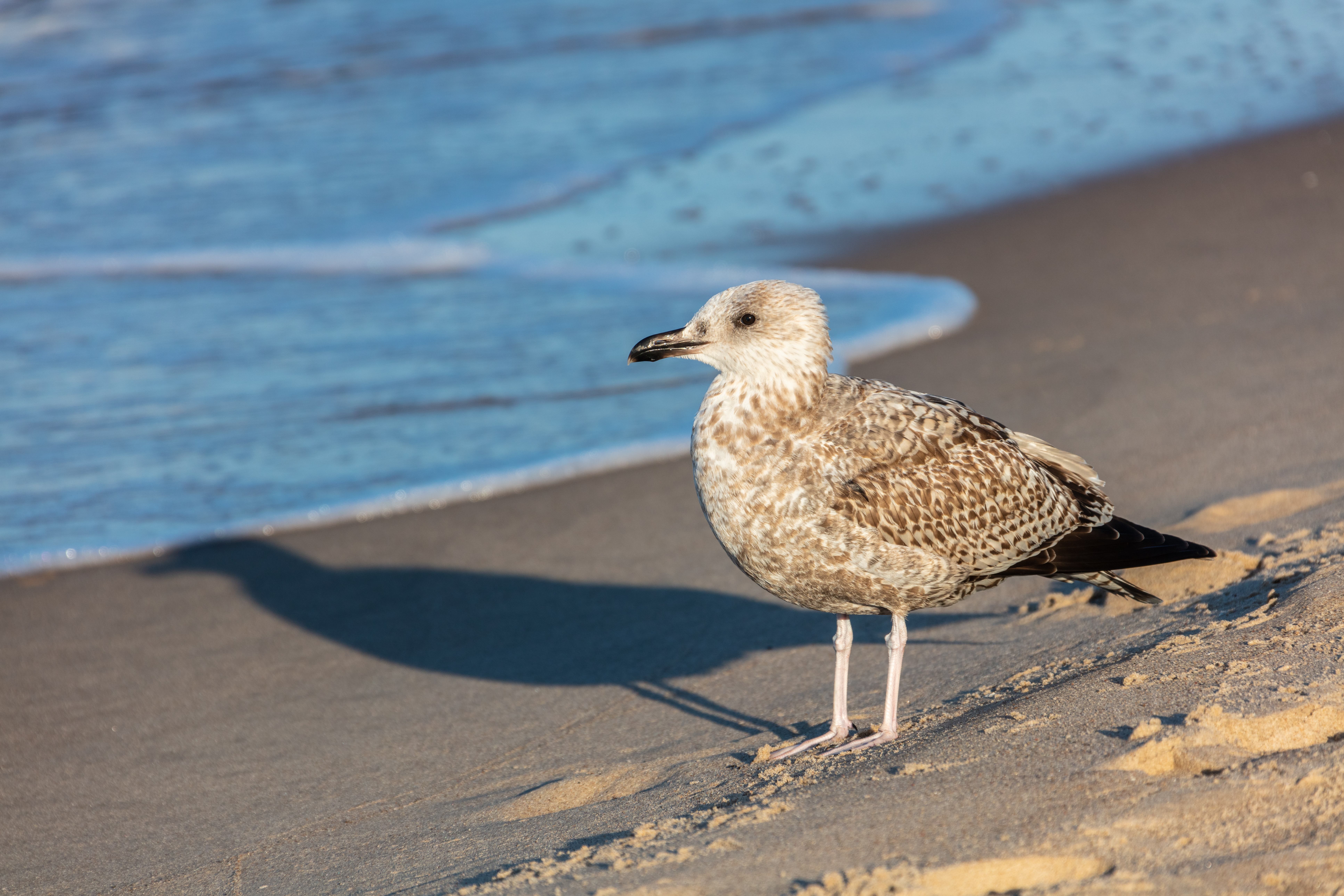
Gaviota patiamarilla (Larus michahellis) en Trzęsacz.

- Datos: Q212182
- Multimedia: Trzęsacz / Q212182